# Makovics János
Makovics János (Dorog, 1963. október 30. –) író, költő, újságíró.

## Élete
Kesztölcön nőtt fel. Édesapja kovácsmester, édesanyja betanított munkás. Géplakatos tanuló volt, majd  1984-ben vendéglátóipari szakmunkásvizsgát tett mint szakács.
1977–78-ban öntörvényű hippiként járta az országot, rendszeres rendőrségi zaklatásoknak volt kitéve. Önkéntes hajléktalanként ismerkedett meg a hivatalosan el nem ismert valódiakkal. Ő lett szülőfaluja állandó csavargója. Közben hivatalokba és sajtóba írt levelekben tárta fel a helyi visszásságokat. 1979-ben tiltott határátlépési kísérlete, 1981-ben államellenes izgatás miatt börtönbe zárták. Évekig nem mehetett Nyugatra, útlevelét többször jogellenesen megtagadták, bevonták, végül belügyminiszteri közbenjárásra kapta meg az okmányt. (1992-ben levélben kért bocsánatot az Antall-kormány, de pénzbeli kárpótlásra nem tartott igényt.) Volt időközben újságkihordó, galvanizáló, éjjeliőr, mosogató, miközben publikált nemcsak hazai, de külföldi lapokban is. 1990-ben Kesztölcön alapító tagja volt a falukörnek, a következő évben megindították a község első lapját, a Kesztölci Hírharangot.
Kora ifjúságától ír verseket, elbeszéléseket és újságcikkeket. Első írásai a Dolgozók Lapja (később 24 Óra) c. megyei lapban, majd országos napi- és hetilapokban, folyóiratokban jelentek meg. Rendszeres külsőse volt a Szabad Földnek, a Képes Újságnak, a Kacsa Magazinnak. A Hitvallásnál rövid ideig rovatvezető volt. Rendszeresen publikált a Népszabadságban, a Népszavában, a Másokban, a Jelben, a Magyar Felsőoktatásban, a szamizdat Demokratában, a Magyar Sajtóban és egyéb lapokban. Interjúkat is készített.
Az újságírást fokozatosan abbahagyta, mára – elsősorban elvi okokból – csak novellákat, verseket, esszéket ír. Szerepelt a Százak antológiájában (1992), és azóta több antológiában is benne van.
1992-től a Magyar Újságírók Országos Szövetségének, 1993-tól az Írók Szakszervezetének, 1997-től a Magyar Írószövetségnek is tagja. Szerzői jogait a MISZJE (Magyar Irodalmi Szerzői Jogvédő és Jogkezelő Egyesület) kezeli. Számtalan irodalmi társaságban (Petőfi, Berzsenyi, Széchényi, Nagy Lajos stb.) éveken keresztül tevékenykedett, akárcsak emberjogi mozgalmakban (Alba Kör, Demokratikus Charta, Hadkötelezettséget Ellenzők Ligája, Erőszakellenes Fórum stb.). 1992-től 1997-ig a Magyar Radikális Párt ügyvivője volt.
Többször részesült az Arany János Alapítvány ösztöndíjában, és díjakat nyert egyéb irodalmi pályázatokon.
1996-ban jelent meg első önálló kötete, a Merengés, mely verseiből válogat. A következő évben Kapcsolatok címmel elbeszélés- és esszékötete látott napvilágot.
2002-es kiadású Átélhető szabadság című novelláskötete az Uránusz Kiadó gondozásában.
2003-ban És akkor mi van? címmel esszékötete jelent meg, melyben a különböző lapokban megjelent írásait gyűjtötte egybe.
1995-től 2010-ig állandó szerzője volt a Kláris c. irodalmi lapnak, és szerepelt a folyóirat antológiáiban. 1998-tól szerepel a Magyar irodalom évkönyveiben.
2016 áprilisától a Kesztolc.hu állandó szerzője.

## Önálló kötetei
- NapSziget – válogatott versek (NapSziget a Művészetekért Alapítvány, Budapest, 2015.) ISBN 9789638955869
- És akkor mi van? – esszék (Uránusz, Budapest, 2003.) 174 oldal ISBN 9639304816
- Átélhető szabadság – novellák (Uránusz, Budapest – Holló, Kaposvár, 2002.) 160 oldal ISBN 9639304409
- Kapcsolatok – elbeszélések és esszék (Uránusz, Budapest – Holló, Budapest, 1997) 129 oldal ISBN 9639086002
- Merengés – válogatott versek (Uránusz, Budapest, 1996.) ISBN 9638526475

## Díjai, elismerései
- 1998 – IRKA-díj
- 2004 – Kláris nívódíj, I. fokozat
- 2016 – Hargitai–Haitsch Alapítvány irodalmi pályázata, II. díj
- 2017 – A Sinosz vers- és novellaíró pályázatának különdíja[2]
- 2019 – „Kesztölcért végzett írói és újságírói munkájáért!” elismerés[3]